# Гексакозан
Гексакозан, церан  — насичений вуглеводень (алкан) з молекулярною формулою C26H54.

## Фізичні властивості
Молекулярна маса — 366,71 г/моль
Температура плавлення 56,3 °C;
Температура кипіння 412 °C;
Показник заломлення n60
D 1,4357
Тиск пари (в мм рт.ст.): 1 (205 °C); 10 (254 °C); 40 (292 °C); 100 (322 °C); 400 (379 °C).
Не розчиняється у воді, розчиняється в етанолі, ефірі.

## Ізомерія
Теоретично можливо 93 839 412 структурних ізомерів з таким числом атомів.

## Знаходження в природі
Ідентифіковано: Молочай гострий (Euphorbia esula L.), Хризантема шовкоовіцелістна (Chrysanthemum morifolium Ramat).